# Dicke Titten
«Dicke Titten» (с нем. — «Большие сиськи») — песня группы Rammstein, вышедшая в качестве третьего сингла из восьмого студийного альбома Zeit. Видеоклип появился 25 мая 2022 года, цифровой сингл вышел 27 мая, а в формате компакт-диска CD и на виниле издан 8 июля 2022 года.

## История
В начале мая на немецком сайте Hallo 24 была опубликована статья со ссылкой на мексиканскую фан-страницу Rammexicanos, в которой говорилось, что «Dicke Titten», вероятно, станет четвёртой песней с альбома Zeit, получившей видеоклип. В качестве доказательства в статью была включена фотография, на которой изображены шесть музыкантов в традиционных альпийских костюмах и шесть женщин в дирндлях, традиционных немецких платьях. Сама группа на тот момент все ещё держалась в тени и только 23 мая 2022 года, за два дня до этого, объявила в своих социальных сетях, что премьера видео состоится 25 мая 2022 года в 18:00 по центральноевропейскому времени.

## Музыкальное видео
Фрагменты видео были опубликованы в виде тизеров на страницах Rammstein в социальных сетях 24 мая 2022 года, а полное видео для «Dicke Titten» было выпущено 25 мая 2022 года в 18:00 по центральноевропейскому времени.
В начале фильма участники переезжают с коровой в горную деревню под названием «Раммштайн». Певец Тилль Линдеманн в образе слепого старика с длинной седой бородой и молочными глазами — главный герой, который тоскует по женщине. Промежуточные сцены показывают как музыканты и в основном актёры второго плана пилят дрова, месят хлеб, танцуют традиционный баварский танец шуплатлер и пьют шнапс. Участники группы, за исключением Тилля Линдеманна, одеты в традиционные кожаные короткие штаны ледерхозены, национальную одежду баварцев и тирольцев. Рихард Круспе играет портного, который тайно переодевается в подвале.
Видео для песни «Dicke Titten» было снято в сентябре 2021 года в Элльмау (Австрия) режиссером Йорном Хейтманном.
Ранее он уже снимал для Rammstein клипы «Ich Will», «Sonne», «Keine Lust», «Ausländer» и «Zick Zack».
Визуальный стиль описывается на Laut.de как «атмосфера фильма о сельской родине». Согласно Loudwire, группа не пересекает черту NSFW с помощью образов.

## Продвижение
Дата выпуска цифрового сингла «Dicke Titten» была назначена на 27 мая, видеоклип появился 25 мая, а выход его в формате компакт-диска CD и винила пройдёт 8 июля 2022 года и 15 июля 2022 года соответственно. Версия песни в исполнении LaBrassBanda будет включена в качестве второго трека.

## Отзывы
Американский онлайн-журнал Loudwire дал положительный отзыв о песне, сделав следующие комментарии: Во вступлении к оригинальной «Big Tits» […] есть оптимистичная мелодия, которую играет духовая секция, прежде чем она взорвется индустриальным хаосом, знаковым для […] Rammstein). А в обзоре всего альбома Фердинанд Мейен из Bayerischer Rundfunk написал, что песня с цепляющим припевом, сопровождаемым ритмом медных духовых инструментов «Живи, потому что старый Хольцмихль ещё жив» (Live because the old Holzmichl noch) является «изюминкой пластинки».

## Чарты
| Чарт (2022)                     | Высшая позиция |
| ------------------------------- | -------------- |
| Австрия (Ö3 Austria Top 40)     | 9              |
| Чехия (Singles Digitál Top 100) | 49             |
| Германия (GfK)                  | 12             |
| Венгрия (Single Top 40)         | 13             |
| Нидерланды (Single Tip)         | 11             |
| Швеция (Sverigetopplistan)      | 65             |
| Швейцария (Schweizer Hitparade) | 27             |